# 酒井秀樹
酒井 秀樹（さかい ひでき、1934年2月12日 - 2006年9月20日）は、日本の実業家。ヒロセ電機元取締役最高顧問、社長・会長。東京都生まれ。

## 経歴
- 1952年 都立港工業高校電気機器課程卒業
- 1952年 ヒロセ電機入社
- 1960年 技術部長
- 1966年 取締役技術部長
- 1970年 常務取締役
- 1971年 代表取締役社長
- 1997年 宮古市市勢功労者(産業功労者)受賞
- 1999年 藍綬褒章受章
- 2000年 代表取締役会長
- 2006年 取締役最高顧問
- 2006年 心不全のため死去